# Мехиаељ
Мехиаељ је библијска личност који се помиње у Књизи постања Старог завета, праунук Каинов, унук Енохов, син Ирадов, отац Метусалахов.

## Опције писања имена
Поред превода имена Мехиаељ, постоје и преводи:
- Малелеило
- Мехујаел;
- Малелаел;
- Мехуиел.